# 卡莱利亚
卡莱利亚，是西班牙加泰罗尼亚巴塞罗那省的一个市镇。总面积8平方公里，总人口18469人（2013年），人口密度2306人/平方公里。